# Cueto (Sancedo)
Cueto es una localidad del municipio leonés de Sancedo, en la comarca de El Bierzo, Comunidad Autónoma de Castilla y León.

## Situación
El pueblo se encuentra al sur del municipio, cercano al Canal Alto del Bierzo. La localidad está formada por tres barrios: Barrio de la Canal, Barrio de la Ermita y Barrio del Hondo de Vila. Se accede a la localidad a través de una carretera que conecta con la LE-711 en el barrio de Valle del Agua de Cabañas Raras.

## Historia
Así se describe a Cueto en el tomo VII del Diccionario geográfico-estadístico-histórico de España y sus posesiones de Ultramar, obra impulsada por Pascual Madoz a mediados del siglo XIX:

Lugar en la provincia de León, partido judicial de Villafranca del Vierzo, diócesis de Astorga, audiencia territorial y capitanía general de Valladolid, ayuntamiento de Sancedo; Situado sobre un pequeño cerro. Tiene unas 38 casas y una iglesia parroquial (Santa María), servida por un cura de segundo ascenso y presentación del Señor de Arganza, matriz de la de Cabañas Raras. Confina N San Juan de la Mata; E Cubillinos; S Cabañas de la Dornilla, y O San Martín de la Urz; en su término hay una dehesa poblada de encinas entre el N de Cabañas y el S de San Juan. El terreno es de mediana calidad y produce trigo, centeno, cebada, vino y legumbres. Industria: algunos telares de lienzos caseros. Población: 38 vecinos, 134 almas. Contribución: con el ayuntamiento.
Diccionario geográfico-estadístico-histórico de España y sus posesiones de Ultramar

## Localidades limítrofes
Confina con las siguientes localidades:
- Al noreste con Sancedo, cabecera del municipio.
- Al este con el barrio de La Malladina, de Cabañas Raras.
- Al sureste con el barrio de Valle del Agua, Cabañas Raras.
- Al sur con Hervededo.
- Al suroeste con Magaz de Arriba.
- Al oeste con Arganza.
- Al noroeste con San Juan de la Mata.

## Demografía
Evolución de la población
| Gráfica de evolución demográfica de Cueto entre 2000 y 2017        |
|                                                                    |
| Población de derecho (2000-2017) según el padrón municipal del INE |

## Patrimonio
La iglesia está dedicada a La Asunción.